# Scottish League Challenge Cup 1990/91
Der Scottish League Challenge Cup wurde 1990/91 zum 1. Mal ausgespielt. Der Pokalwettbewerb der offiziell als B&Q Centenary Cup ausgetragen wurde, begann am 2. Oktober 1990 und endete im selben Jahr mit dem Finale am 11. November. Am Wettbewerb nahmen die Vereine der Scottish Football League teil. Der zum 100-jährigen-Jubiläum der schottischen Fußball-Meisterschaft entstandene Wettbewerb konnte der FC Dundee für sich entscheiden.

## 1. Runde
Ausgetragen wurden die Begegnungen am 2. Oktober 1990.
|                  | Ergebnis              |                    |
| ---------------- | --------------------- | ------------------ |
| Airdrieonians FC | 2:1 n. V.             | Partick Thistle    |
| Alloa Athletic   | 3:0                   | Forfar Athletic    |
| FC Arbroath      | 2:1 n. V.             | FC Queen’s Park    |
| Ayr United       | 3:0                   | Brechin City       |
| FC Clyde         | 4:3                   | FC Dumbarton       |
| FC Clydebank     | 1:2                   | FC East Fife       |
| FC Cowdenbeath   | 2:1                   | Albion Rovers      |
| FC Falkirk       | 0:3                   | Raith Rovers       |
| FC Kilmarnock    | 4:1                   | Stirling Albion    |
| FC Livingston    | 1:2 n. V.             | Greenock Morton    |
| FC Montrose      | 2:0 n. V.             | Berwick Rangers    |
| FC Stenhousemuir | 0:0 n. V. (?:? i. E.) | Queen of the South |

## 2. Runde
Ausgetragen wurden die Begegnungen am 16. Oktober 1990. 
|                    | Ergebnis              |                     |
| ------------------ | --------------------- | ------------------- |
| Airdrieonians FC   | 0:2                   | FC Clyde            |
| Alloa Athletic     | 3:5                   | FC Dundee           |
| FC East Fife       | 2:1                   | FC Stranraer        |
| FC Kilmarnock      | 3:1                   | FC Arbroath         |
| FC Montrose        | 2:3 n. V.             | Ayr United          |
| Greenock Morton    | 0:0 n. V. (?:? i. E.) | FC Cowdenbeath      |
| Queen of the South | 5:0                   | East Stirlingshire  |
| Raith Rovers       | 3:2                   | Hamilton Academical |

## Viertelfinale bis Finale
| Viertelfinale 16. Oktober 1990 | Viertelfinale 16. Oktober 1990 | Viertelfinale 16. Oktober 1990 |               |       | Halbfinale 30. Oktober 1990 | Halbfinale 30. Oktober 1990 | Halbfinale 30. Oktober 1990 |  |  | Finale, 11. November 1990 | Finale, 11. November 1990 | Finale, 11. November 1990 |
|                                |                                |                                |               |       |                             |                             |                             |  |  |                           |                           |                           |
|                                | Ayr United                     | 4 000                          |               |       |                             |                             |                             |  |  |                           |                           |                           |
|                                | Queen of the South             | 1 000                          |               |       |                             |                             |                             |  |  |                           |                           |                           |
|                                | Queen of the South             | 1 000                          | Ayr United    | 2 000 |                             |                             |                             |  |  |                           |                           |                           |
|                                |                                |                                | Ayr United    | 2 000 |                             |                             |                             |  |  |                           |                           |                           |
|                                |                                | FC Clyde                       | 0 000         |       |                             |                             |                             |  |  |                           |                           |                           |
|                                | FC Clyde                       | FC Clyde                       | 0 000         | 2 000 |                             |                             |                             |  |  |                           |                           |                           |
|                                |                                |                                |               | 2 000 |                             |                             |                             |  |  |                           |                           |                           |
|                                | FC Cowdenbeath                 | 1 000                          |               |       |                             |                             |                             |  |  |                           |                           |                           |
|                                | FC Cowdenbeath                 | 1 000                          | Ayr United    | 2 000 |                             |                             |                             |  |  |                           |                           |                           |
|                                |                                |                                |               | 2 000 |                             |                             |                             |  |  |                           |                           |                           |
|                                |                                | FC Dundee                      | 3 n. V.       |       |                             |                             |                             |  |  |                           |                           |                           |
|                                | FC East Fife                   | FC Dundee                      | 3 n. V.       | 1 000 |                             |                             |                             |  |  |                           |                           |                           |
|                                |                                |                                |               | 1 000 |                             |                             |                             |  |  |                           |                           |                           |
|                                | FC Kilmarnock                  | 2 000                          |               |       |                             |                             |                             |  |  |                           |                           |                           |
|                                | FC Kilmarnock                  | 2 000                          | FC Kilmarnock | 0 000 |                             |                             |                             |  |  |                           |                           |                           |
|                                |                                |                                | FC Kilmarnock | 0 000 |                             |                             |                             |  |  |                           |                           |                           |
|                                |                                | FC Dundee                      | 2 000         |       |                             |                             |                             |  |  |                           |                           |                           |
|                                | Raith Rovers                   | FC Dundee                      | 2 000         | 0 000 |                             |                             |                             |  |  |                           |                           |                           |
|                                |                                |                                |               | 0 000 |                             |                             |                             |  |  |                           |                           |                           |
|                                | FC Dundee                      | 1 n. V.                        |               |       |                             |                             |                             |  |  |                           |                           |                           |

## Finale
| Ayr United                                 | Ayr United | FC Dundee | FC Dundee |
| ------------------------------------------ | --- | --- | --------- |
| Ayr United                                 | \| Finale \| \| 11. November 1990 in Motherwell (Fir Park) \| \| Ergebnis: 2:3 n. V. \| \| Zuschauer: 11.506 \| \| Schiedsrichter: Kenny Hope \|                                                    | \| Finale \| \| 11. November 1990 in Motherwell (Fir Park) \| \| Ergebnis: 2:3 n. V. \| \| Zuschauer: 11.506 \| \| Schiedsrichter: Kenny Hope \|                                                                    | FC Dundee |
| Ayr United                                 | David Purdie, David Kennedy, David Smyth, Ian McAllister, Alan Gillespie, Jim McCann, Tommy Bryce (Steve Evans), Sammy Johnston, Ally Graham, Henry Templeton, Peter Weir Cheftrainer: Ally MacLeod | Tom Carson, Alan Dinnie, Mark Craib, Willie Jamieson, Gordon Chisholm, Rab Shannon, Stewart Forsyth, Billy Dodds, Colin West (Joe McBride), Keith Wright, Gordon McLeod (Stephen Frail) Cheftrainer: Gordon Wallace | FC Dundee |
| Ayr United                                 | David Smyth Ian McAllister | Billy Dodds | FC Dundee |
| Finale                                     | | |           |
| 11. November 1990 in Motherwell (Fir Park) | | |           |
| Ergebnis: 2:3 n. V.                        | | |           |
| Zuschauer: 11.506                          | | |           |
| Schiedsrichter: Kenny Hope                 | | |           |